# Maa jezik
Maa jezik (chauma, che ma, ma, ma krung, ma ngan, ma to, ma xop, maa’, maaq; ISO 639-3: cma), jezik etničke grupe Maa iz Vijetnama, kojim govori 33 300 ljudi (1999 popis) u provincijama Lam Dong i Dong Nai.
Maa pripada zajedno s jezikom koho [kpm] (ponekad ga smatraju i njegovim dijalektom), bahnarskoj podskupini sre, široj skupini sre-mnong.

## Vanjske poveznice
- Ethnologue (14th)
- Ethnologue (15th)